# الخاندرو دیز
الخاندرو دیز (به اسپانیایی: Alejandro Diz) بازیکن سابق والیبال اهل آرژانتین، که کشور خود را در بازی‌های المپیک تابستانی ۱۹۸۸ همراهی کرد و مدال برنز را به دست آورد.